# Voleibol nos Jogos Olímpicos de Verão de 2024 - Convocações masculinas
Este artigo lista os convocados para a disputa da competição de voleibol masculino nos  Jogos Olímpicos de Verão de 2024, em Paris.
De acordo com a emenda à política de substituição de atletas anunciada pelo Comitê Olímpico Internacional (COI) em 12 de julho de 2024, pela primeira vez na história da competição olímpica de voleibol, cada equipe participante dos Jogos terá direito a incluir um atleta suplente não competidor para substituir um atleta por motivos médicos. Com isso, as listas de equipes aumentaram de 12 para 13 atletas. Segundo as novas regras, a substituição médica poderá ser feita mais de uma vez. A troca deve ser baseada em uma lesão comprovada e, caso o atleta se recupere a tempo, poderá retornar à equipe para o restante da competição.

## Grupo A

### Canadá
A seleção canadense foi anunciada em 8 de julho de 2024.
| N.º | Jogador           | Altura (m) | Pos |
| --- | ----------------- | ---------- | --- |
| 2   | Luke Herr         | 1,94       | L   |
| 4   | Nicholas Hoag (c) | 2,00       | P   |
| 5   | Brodie Hofer      | 1,99       | P   |
| 6   | Danny Demyanenko  | 1,96       | C   |
| 7   | Stephen Maar      | 1,99       | P   |
| 8   | Brett Walsh       | 1,95       | L   |
| 11  | Xander Ketrzynski | 2,07       | O   |

| N.º                       | Jogador                 | Altura (m) | Pos  |
| ------------------------- | ----------------------- | ---------- | ---- |
| 12                        | Lucas Van Berkel        | 2,10       | C    |
| 14                        | Arthur Szwarc           | 2,07       | O    |
| 18                        | Justin Lui              | 1,78       | LB   |
| 33                        | Fynnian McCarthy        | 2,00       | C    |
| 80                        | Eric Loeppky            | 1,97       | P    |
| 17                        | Ryley Barnes (Suplente) | 2,00       | P/LB |
| Técnico: Tuomas Sammelvuo |                         |            |      |

### Eslovênia
A seleção eslovena foi anunciada em 8 de julho de 2024.
| N.º | Jogador        | Altura (m) | Pos |
| --- | -------------- | ---------- | --- |
| 1   | Tonček Štern   | 2,00       | O   |
| 2   | Alen Pajenk    | 2,03       | C   |
| 4   | Jan Kozamernik | 2,04       | C   |
| 9   | Dejan Vinčić   | 2,00       | L   |
| 10  | Sašo Štalekar  | 2,14       | C   |
| 13  | Jani Kovačič   | 1,86       | LB  |
| 14  | Žiga Štern     | 1,93       | P   |

| N.º                     | Jogador                   | Altura (m) | Pos |
| ----------------------- | ------------------------- | ---------- | --- |
| 16                      | Gregor Ropret             | 1,92       | L   |
| 17                      | Tine Urnaut (c)           | 1,99       | P   |
| 18                      | Klemen Čebulj             | 2,02       | P   |
| 19                      | Rok Možič                 | 2,00       | P   |
| 20                      | Nik Mujanović             | 2,03       | O   |
| 3                       | Uroš Planinšič (Suplente) | 1,86       | L   |
| Técnico: Gheorghe Crețu |                           |            |     |

### França
A seleção francesa foi anunciada em 8 de julho de 2024.
| N.º | Jogador               | Altura (m) | Pos |
| --- | --------------------- | ---------- | --- |
| 1   | Barthélémy Chinenyeze | 2,02       | C   |
| 2   | Jenia Grebennikov     | 1,88       | LB  |
| 4   | Jean Patry            | 2,07       | O   |
| 6   | Benjamin Toniutti (c) | 1,83       | L   |
| 7   | Kévin Tillie          | 1,98       | P   |
| 9   | Earvin N'Gapeth       | 1,94       | P   |
| 11  | Antoine Brizard       | 1,96       | L   |

| N.º                   | Jogador                   | Altura (m) | Pos |
| --------------------- | ------------------------- | ---------- | --- |
| 14                    | Nicolas Le Goff           | 2,03       | C   |
| 17                    | Trévor Clévenot           | 1,99       | P   |
| 19                    | Yacine Louati             | 1,98       | P   |
| 21                    | Théo Faure                | 2,02       | O   |
| 25                    | Quentin Jouffroy          | 2,03       | C   |
| 23                    | Timothée Carle (Suplente) | 1,98       | P   |
| Técnico: Andrea Giani |                           |            |     |

### Sérvia
A seleção sérvia foi anunciada em 8 de julho de 2024.
| N.º | Jogador            | Altura (m) | Pos |
| --- | ------------------ | ---------- | --- |
| 2   | Uroš Kovačević (c) | 1,97       | P   |
| 3   | Milorad Kapur      | 1,80       | LB  |
| 7   | Petar Krsmanović   | 2,05       | C   |
| 8   | Marko Ivović       | 1,94       | P   |
| 9   | Nikola Jovović     | 1,97       | L   |
| 10  | Miran Kujundžić    | 1,96       | P   |
| 12  | Pavle Perić        | 2,07       | P   |

| N.º                     | Jogador                      | Altura (m) | Pos |
| ----------------------- | ---------------------------- | ---------- | --- |
| 14                      | Aleksandar Atanasijević      | 2,00       | O   |
| 16                      | Dražen Luburić               | 2,05       | O   |
| 18                      | Marko Podraščanin            | 2,04       | C   |
| 21                      | Vuk Todorović                | 1,90       | L   |
| 29                      | Aleksandar Nedeljković       | 2,07       | C   |
| 15                      | Nemanja Mašulović (Suplente) | 2,05       | C   |
| Técnico: Igor Kolaković |                              |            |     |

## Grupo B

### Brasil
A seleção brasileira foi anunciada em 7 de julho de 2024.
| N.º | Jogador           | Altura (m) | Pos |
| --- | ----------------- | ---------- | --- |
| 1   | Bruno Rezende (c) | 1,90       | L   |
| 2   | Lukas Bergmann    | 2,04       | P   |
| 6   | Adriano Xavier    | 2,01       | P   |
| 8   | Yoandy Leal       | 2,01       | P   |
| 12  | Isac Santos       | 2,08       | C   |
| 14  | Fernando Kreling  | 1,85       | L   |
| 16  | Lucas Saatkamp    | 2,09       | C   |

| N.º                       | Jogador                      | Altura (m) | Pos  |
| ------------------------- | ---------------------------- | ---------- | ---- |
| 17                        | Thales Hoss                  | 1,90       | LB   |
| 18                        | Ricardo Lucarelli            | 1,96       | P    |
| 21                        | Alan Souza                   | 2,02       | O    |
| 23                        | Flávio Gualberto             | 2,00       | C    |
| 28                        | Darlan Souza                 | 1,93       | O    |
| 8                         | Henrique Honorato (Suplente) | 1,90       | P/LB |
| Técnico: Bernardo Rezende |                              |            |      |

### Egito
A seleção egípcia foi anunciada em 9 de julho de 2024.
| N.º | Jogador                      | Altura (m) | Pos |
| --- | ---------------------------- | ---------- | --- |
| 2   | Ahmed Azab Abdelrahman       | 1,94       | P   |
| 5   | Mohamed Osman Elhaddad       | 2,12       | C   |
| 6   | Mohamed Reda                 | 1,84       | LB  |
| 8   | Abdelrhman Elhossiny Hossiny | 1,86       | P   |
| 9   | Muhammed Asran               | 1,92       | P   |
| 10  | Mohamed Masoud               | 2,11       | C   |
| 12  | Hossam Abdalla (c)           | 2,02       | L   |

| N.º                             | Jogador                     | Altura (m) | Pos |
| ------------------------------- | --------------------------- | ---------- | --- |
| 14                              | Seifeldin Hassan Aly        | 1,93       | O   |
| 15                              | Abdelrahman Seoudy          | 2,07       | C   |
| 16                              | Mostafa Gaber Abdelmoaty    | 1,91       | L   |
| 17                              | Reda Haikal                 | 1,98       | O   |
| 22                              | Mohamed Issa                | 2,00       | P   |
| 23                              | Ahmed Deyaa Omar (Suplente) | 1,99       | P   |
| Técnico: Fernando Muñoz Benítez |                             |            |     |

### Itália
A seleção italiana foi anunciada em 8 de julho de 2024.
| N.º | Jogador                | Altura (m) | Pos |
| --- | ---------------------- | ---------- | --- |
| 5   | Alessandro Michieletto | 2,11       | P   |
| 6   | Simone Giannelli (c)   | 2,00       | L   |
| 7   | Fabio Balaso           | 1,9        | LB  |
| 8   | Riccardo Sbertoli      | 1,85       | L   |
| 11  | Giovanni Sanguinetti   | 2,02       | C   |
| 12  | Mattia Bottolo         | 1,96       | P   |
| 14  | Gianluca Galassi       | 2,01       | C   |

| N.º                           | Jogador                        | Altura (m) | Pos |
| ----------------------------- | ------------------------------ | ---------- | --- |
| 15                            | Daniele Lavia                  | 2,00       | P   |
| 16                            | Yuri Romanò                    | 2,03       | O   |
| 19                            | Roberto Russo                  | 2,07       | C   |
| 23                            | Alessandro Bovolenta           | 2,07       | O   |
| 31                            | Luca Porro                     | 1,93       | P   |
| 28                            | Gabriele Laurenzano (Suplente) | 1,76       | LB  |
| Técnico: Ferdinando De Giorgi |                                |            |     |

### Polônia
A seleção polonesa foi anunciada em 6 de julho de 2024.
| N.º | Jogador           | Altura (m) | Pos |
| --- | ----------------- | ---------- | --- |
| 5   | Łukasz Kaczmarek  | 2,04       | O   |
| 6   | Bartosz Kurek (c) | 2,05       | O   |
| 9   | Wilfredo León     | 2,01       | P   |
| 11  | Aleksander Śliwka | 1,96       | P   |
| 12  | Grzegorz Łomacz   | 1,87       | L   |
| 15  | Jakub Kochanowski | 1,99       | C   |
| 16  | Kamil Semeniuk    | 1,94       | P   |

| N.º                   | Jogador                      | Altura (m) | Pos |
| --------------------- | ---------------------------- | ---------- | --- |
| 17                    | Paweł Zatorski               | 1,84       | LB  |
| 19                    | Marcin Janusz                | 1,96       | L   |
| 20                    | Mateusz Bieniek              | 2,08       | C   |
| 21                    | Tomasz Fornal                | 2,00       | P   |
| 99                    | Norbert Huber                | 2,07       | C   |
| 30                    | Bartłomiej Bołądź (Suplente) | 2,03       | O   |
| Técnico: Nikola Grbić |                              |            |     |

## Grupo C

### Alemanha
A seleção alemã foi anunciada em 28 de junho de 2024.
| N.º | Jogador         | Altura (m) | Pos |
| --- | --------------- | ---------- | --- |
| 1   | Christian Fromm | 2,04       | P   |
| 5   | Moritz Reichert | 1,95       | P   |
| 6   | Johannes Tille  | 1,86       | L   |
| 9   | György Grozer   | 2,00       | O   |
| 10  | Julian Zenger   | 1,90       | LB  |
| 11  | Lukas Kampa (c) | 1,96       | L   |
| 12  | Anton Brehme    | 2,06       | C   |

| N.º                       | Jogador                   | Altura (m) | Pos |
| ------------------------- | ------------------------- | ---------- | --- |
| 13                        | Ruben Schott              | 1,92       | P   |
| 14                        | Moritz Karlitzek          | 1,91       | P   |
| 21                        | Tobias Krick              | 2,13       | C   |
| 22                        | Tobias Brand              | 1,95       | P   |
| 25                        | Lukas Maase               | 2,14       | C   |
| 17                        | Jan Zimmermann (Suplente) | 1,90       | L   |
| Técnico: Michał Winiarski |                           |            |     |

### Argentina
A seleção argentina foi anunciada em 3 de julho de 2024.
| N.º | Jogador              | Altura (m) | Pos |
| --- | -------------------- | ---------- | --- |
| 1   | Matías Sánchez       | 1,73       | L   |
| 3   | Jan Martínez Franchi | 1,90       | P   |
| 7   | Facundo Conte        | 1,97       | P   |
| 8   | Agustín Loser        | 1,98       | C   |
| 9   | Santiago Danani      | 1,76       | LB  |
| 12  | Bruno Lima           | 1,98       | O   |
| 15  | Luciano De Cecco (c) | 1,94       | L   |

| N.º                     | Jogador                      | Altura (m) | Pos |
| ----------------------- | ---------------------------- | ---------- | --- |
| 16                      | Pablo Kukartsev              | 2,03       | O   |
| 17                      | Luciano Vicentín             | 1,99       | P   |
| 18                      | Martín Ramos                 | 1,97       | C   |
| 21                      | Luciano Palonsky             | 1,98       | P   |
| 22                      | Nicolás Zerba                | 2,04       | C   |
| 13                      | Ezequiel Palacios (Suplente) | 1,98       | P   |
| Técnico: Marcelo Méndez |                              |            |     |

### Estados Unidos
A seleção norte-americana foi anunciada em 10 de maio de 2024.
| N.º | Jogador               | Altura (m) | Pos |
| --- | --------------------- | ---------- | --- |
| 1   | Matthew Anderson      | 2,04       | P   |
| 2   | Aaron Russell         | 2,05       | P   |
| 4   | Jeffrey Jendryk       | 2,08       | C   |
| 8   | Torey DeFalco         | 1,98       | P   |
| 11  | Micah Christenson (c) | 1,98       | L   |
| 12  | Maxwell Holt          | 2,08       | C   |
| 14  | Micah Ma'a            | 1,92       | L   |

| N.º                  | Jogador                | Altura (m) | Pos |
| -------------------- | ---------------------- | ---------- | --- |
| 17                   | Thomas Jaeschke        | 2,00       | P   |
| 18                   | Garrett Muagututia     | 1,96       | P   |
| 19                   | Taylor Averill         | 2,01       | C   |
| 20                   | David Smith            | 2,02       | C   |
| 22                   | Erik Shoji             | 1,84       | LB  |
| 5                    | Kyle Ensing (Suplente) | 2,01       | O   |
| Técnico: John Speraw |                        |            |     |

### Japão
A seleção japonesa foi anunciada em 8 de julho de 2024.
| N.º | Jogador          | Altura (m) | Pos |
| --- | ---------------- | ---------- | --- |
| 1   | Yūji Nishida     | 1,86       | O   |
| 2   | Taishi Onodera   | 2,01       | C   |
| 3   | Akihiro Fukatsu  | 1,83       | L   |
| 4   | Kento Miyaura    | 1,90       | O   |
| 5   | Tatsunori Otsuka | 1,95       | P   |
| 6   | Akihiro Yamauchi | 2,04       | C   |
| 8   | Masahiro Sekita  | 1,75       | L   |

| N.º                     | Jogador                 | Altura (m) | Pos |
| ----------------------- | ----------------------- | ---------- | --- |
| 10                      | Kentaro Takahashi       | 2,02       | C   |
| 12                      | Ran Takahashi           | 1,88       | P   |
| 14                      | Yuki Ishikawa (c)       | 1,92       | P   |
| 15                      | Masato Kai              | 2,00       | P   |
| 20                      | Tomohiro Yamamoto       | 1,71       | LB  |
| 11                      | Shoma Tomita (Suplente) | 1,90       | P   |
| Técnico: Philippe Blain |                         |            |     |